# Portorož
Portorož (italienisch: Portorose, veraltet: Porto Rose) ist ein Ortsteil der Gemeinde Piran (Pirano) in Slowenien. Portorož ist ein Kurort an der Slowenischen Riviera an der Adria.

## Geschichte
Der Hauptort ist eng mit dem wohl im 13. Jahrhundert erbauten Minoritenkloster St. Franziskus verbunden, das so auf dem Wasserweg erreichbar war. Seinen Aufschwung erlebte Portorose Ende des 19. Jahrhunderts, als dort Kureinrichtungen und ein erstes Freibad entstanden. Im Ortszentrum wurde das noch heute betriebene Palace-Hotel erbaut. Im Jahr 1902 erhielt Portorose einen Bahnhof an der schmalspurigen Lokalbahn Triest–Parenzo. Ab 1909 erschloss eine Gleislose Bahn die Küste bis Pirano. Von 1912 bis 1953 verkehrte auf dieser Strecke die Straßenbahn Pirano–Portorose. 

## Ortsbild
Das Ortsbild, das kein historisches Zentrum besitzt, ist geprägt durch die großen Hotelkomplexe Life Class Hotels & Spa, Palace Hotel des Betreibers Kempinski und Hotels St. Bernardin, durch das Spielcasino sowie den eingezäunten Jachthafen (die Marina). Die grundsätzlich befestigte oder felsige Küste wird durch die Thermalbäder in den Hotels und einen kleinen künstlich aufgeschütteten Sandstrand im Zentrum kompensiert.

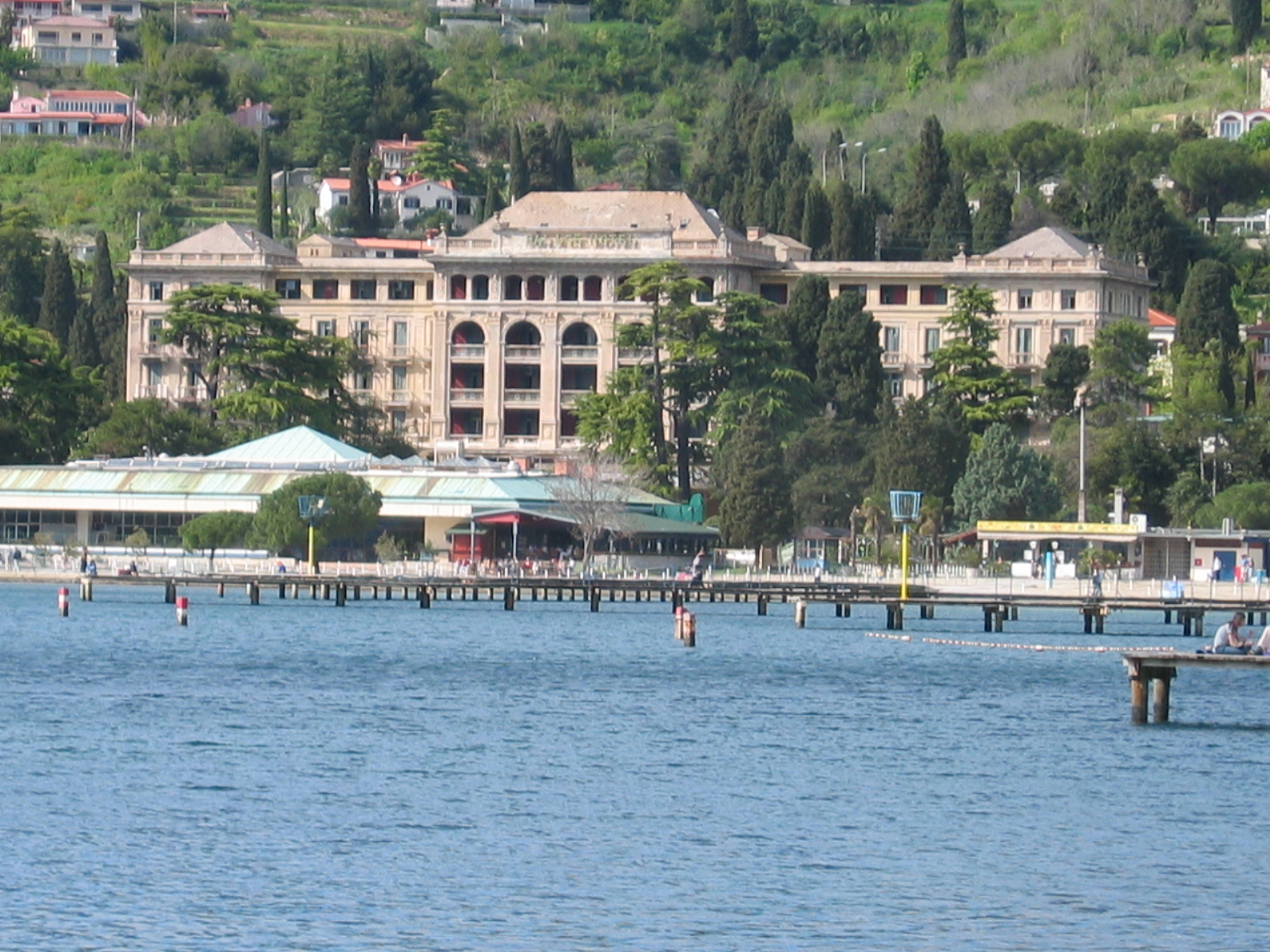
Kempinski Palace Hotel (2005)

## Sehenswürdigkeiten
- In der Nähe von Portorož befinden sich die Salinen von Sečovlje mit dem Salzmuseum und der Flughafen Portorož.
- Forma Viva ist ein grüner, mit Bäumen bestandener Ausstellungspark mit monumentalen Steinskulpturen unter freiem Himmel auf dem Höhenzug der Halbinsel Seca. Seit 1961 entstanden dort kontinuierlich im Rahmen des internationalen Bildhauertreffens Forma Viva die überwiegend abstrakten Plastiken aus ausschließlich istrianischem Stein. Von dort bietet sich ein weiter Blick auf die Bucht vor Portorož. Der Eintritt in die weitläufige Freiluftgalerie ist kostenlos.[4]

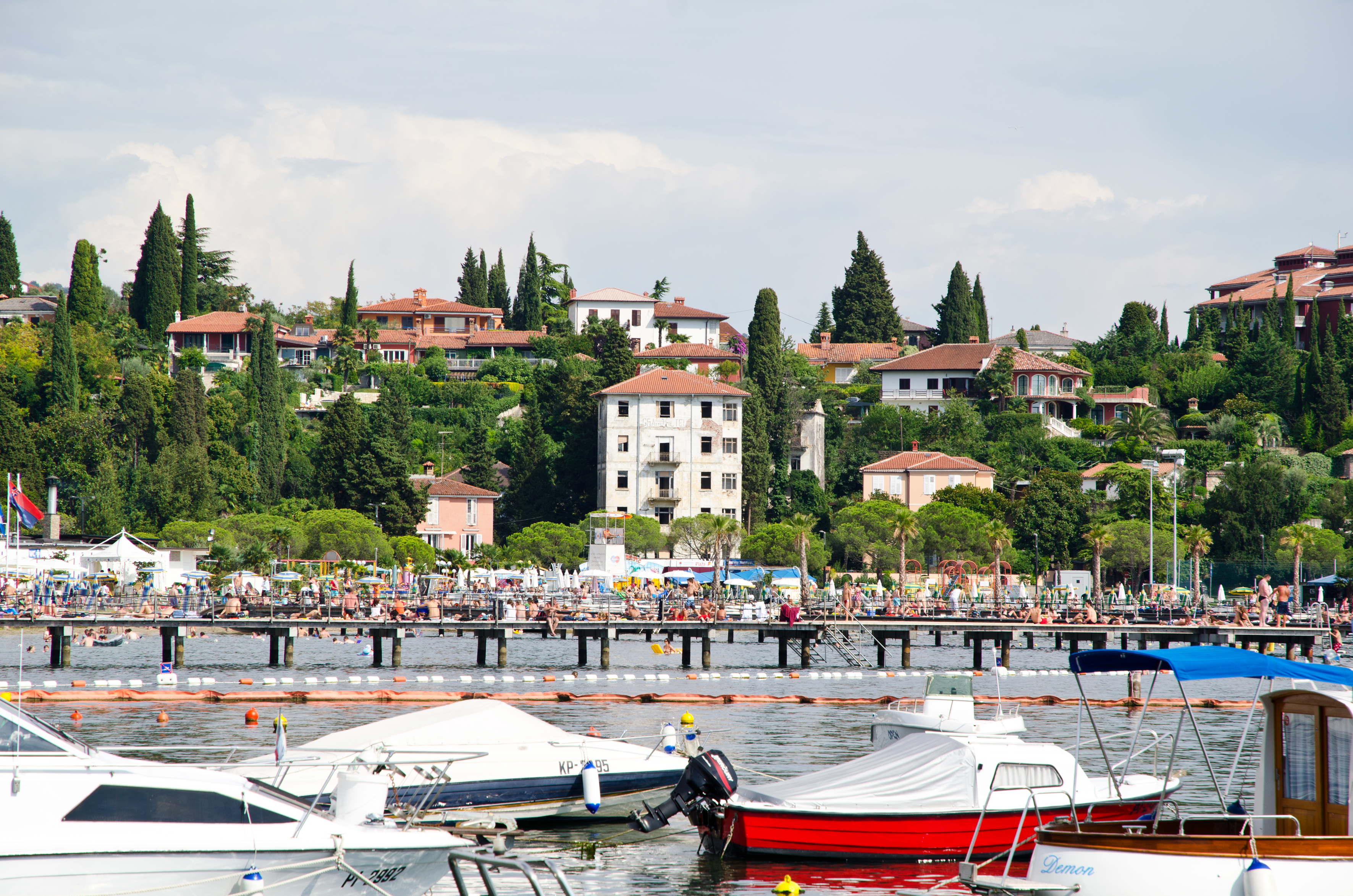
Östliche Bucht, Badestrand, Beobachtungsturm vor Abrissgebäude (2011)
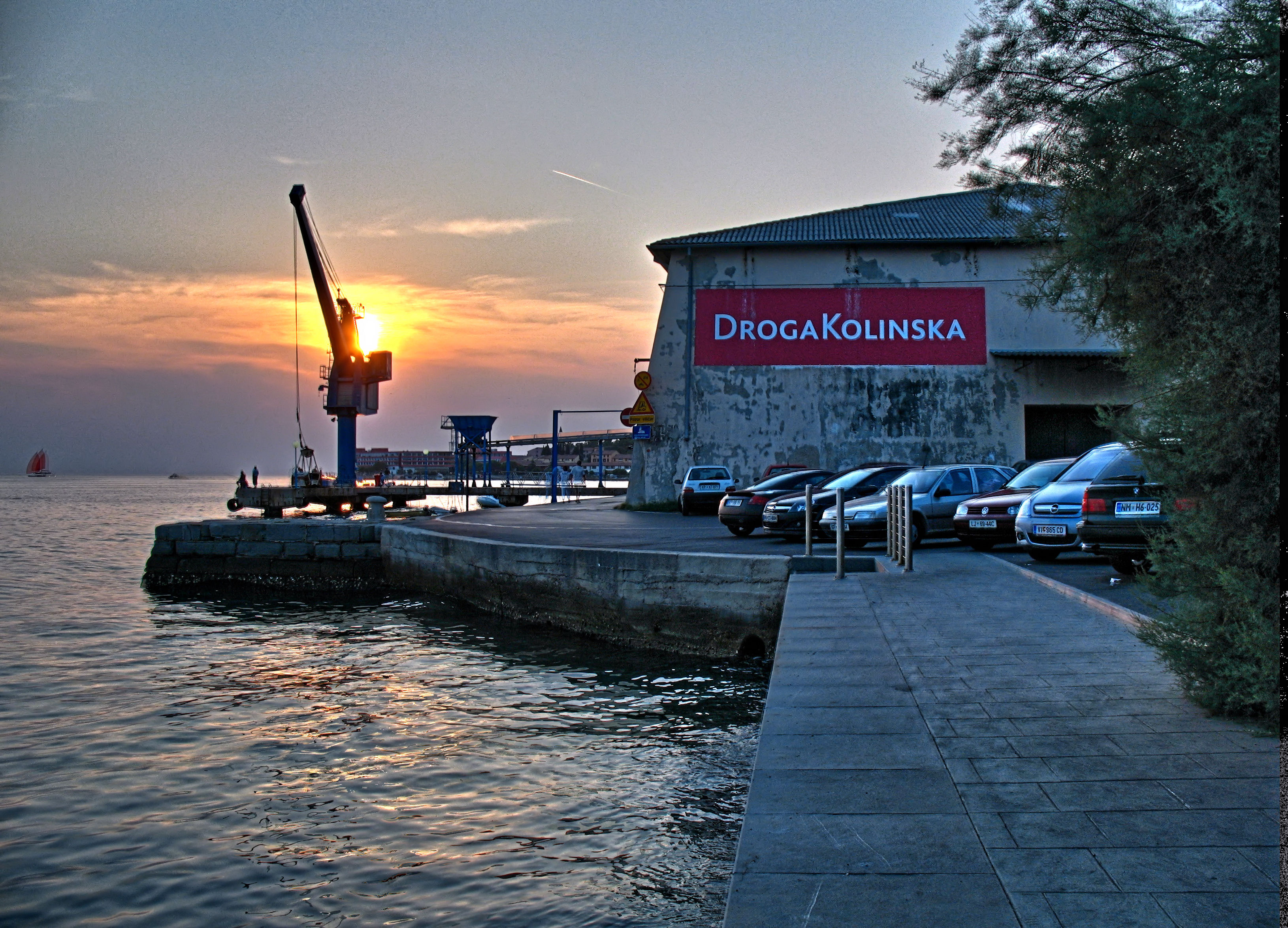
Uferpromenade, historische Salzlagerhalle, im Hintergrund Hotelanlage St. Bernardin (2008)
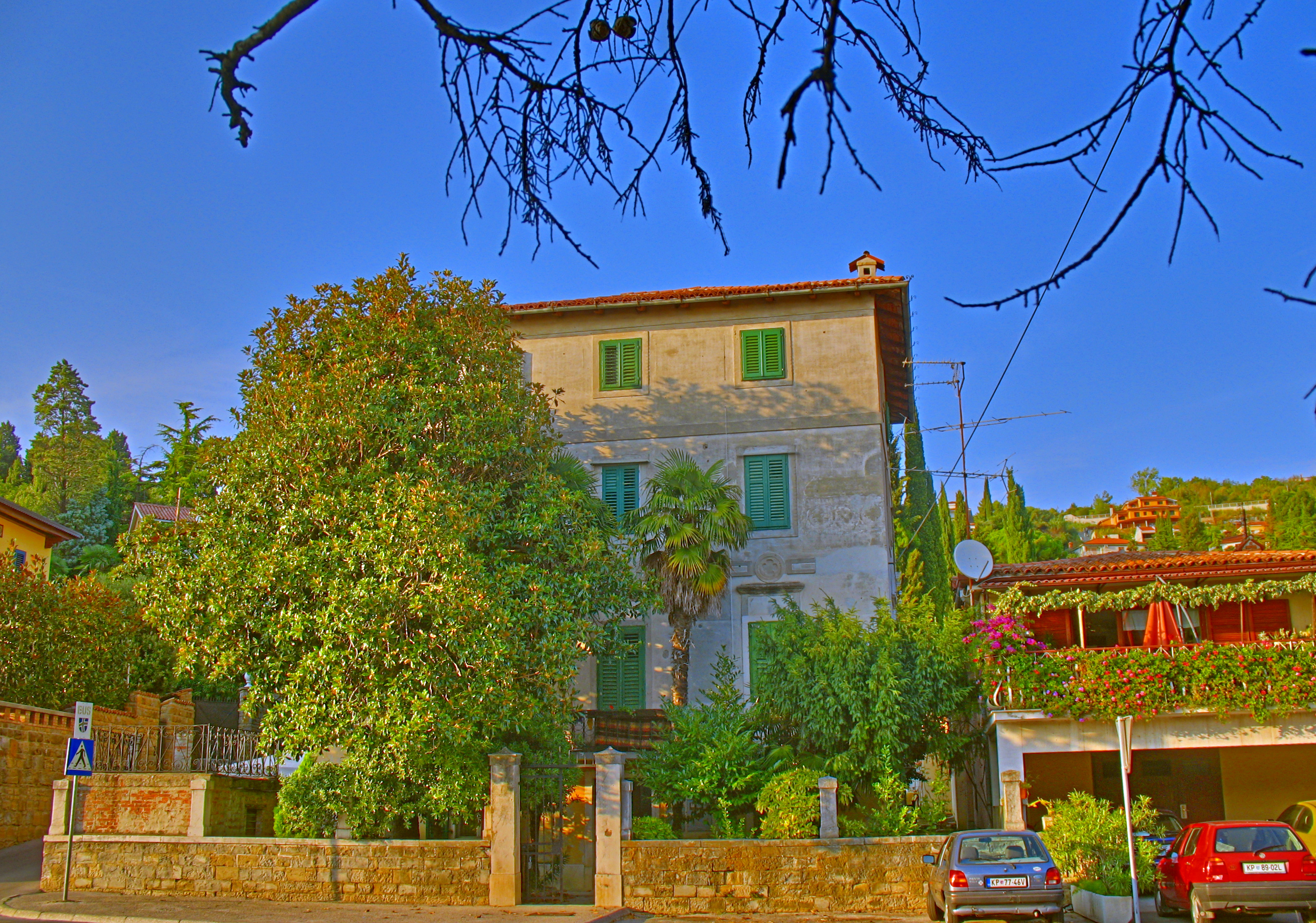
Typisches Gebäude an der Uferstraße (2009)
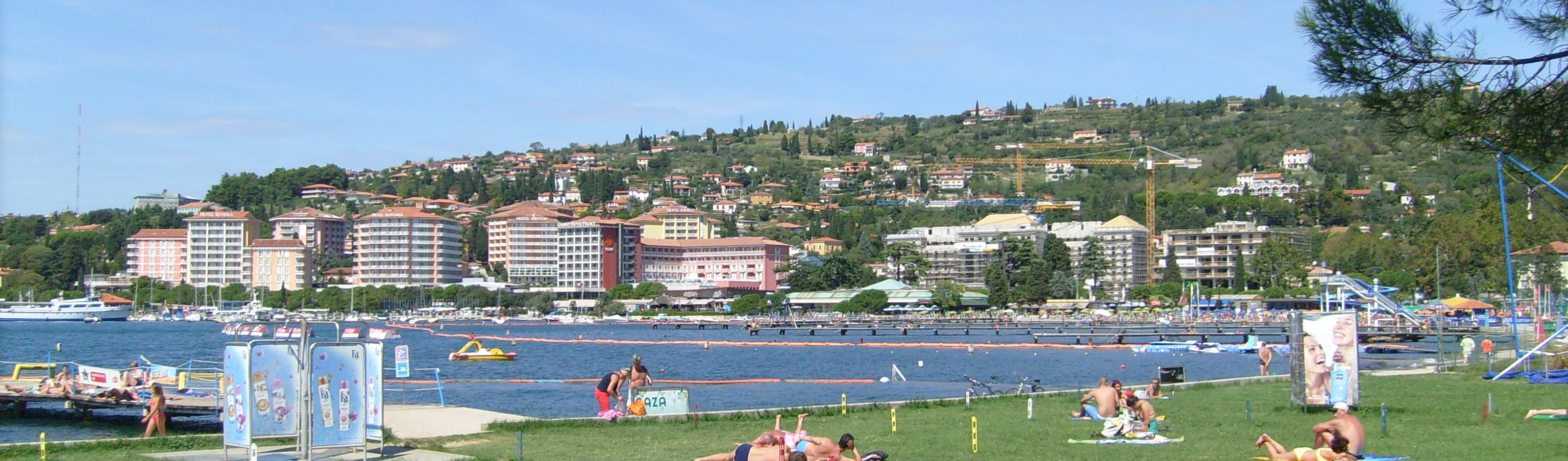
Blick über die nördliche Bucht, den Strand und die Hotels (2007)
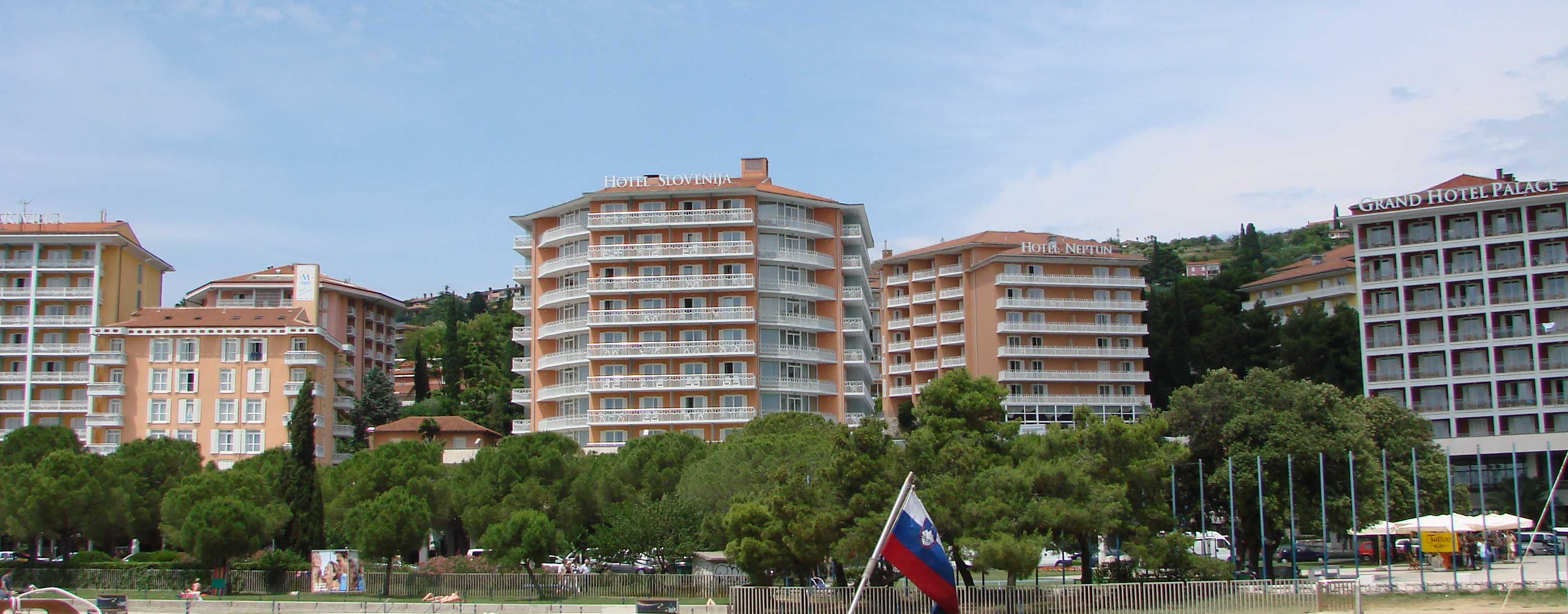
LifeClass Hotels & Spa Portorož (2007)
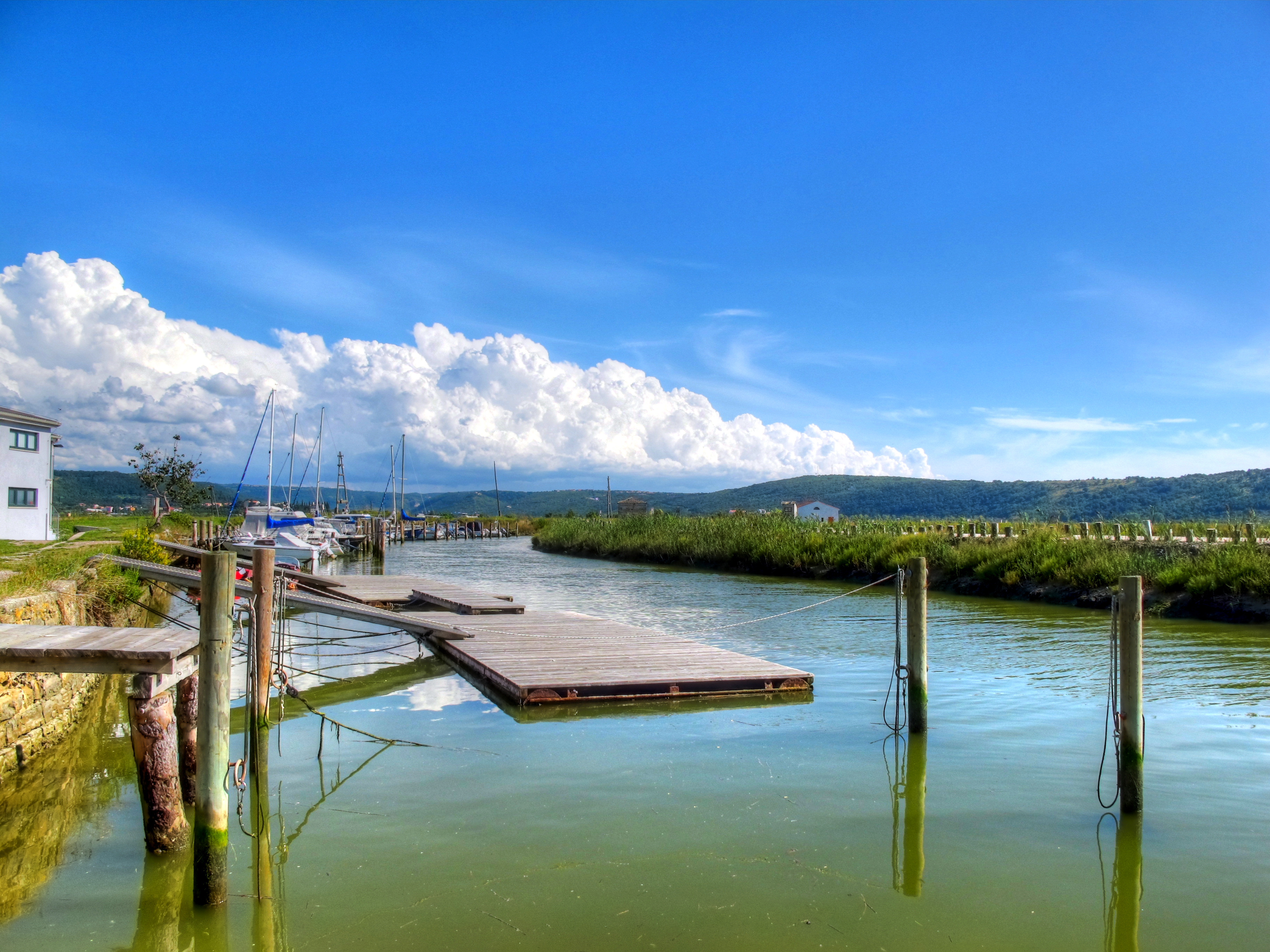
Salinen – Anlegestelle hinter dem Salzmuseum (2010)

## Schachturniere
Portorož war seit den 1950er Jahren der Austragungsort wichtiger Schachturniere und anderer Schachwettkämpfe, unter anderem des Interzonenturniers 1958, des Mitropapokals 1998 und eines Großmeisterturniers im Juli 2001.

## Verkehr
Zwischen 1909 und 1912 war der Stadtteil Endpunkt der Gleislosen Bahn Pirano–Portorose, einem der ersten Oberleitungsbus-Betriebe Österreichs. Diese wiederum war in Portorož mit der ehemaligen Lokalbahn Triest–Parenzo verknüpft. Von 1912 bis 1953 verkehrte zwischen Piran und Portorož auf fünf Kilometern Länge eine Straßenbahn mit der für Straßenbahnen ungewöhnlichen Spurweite 760 Millimeter.
Die 27 Kilometer lange Hauptverkehrsstraße Triest–Koper–Portorož wurde 1936 fertiggestellt.

## Klimatabelle
|                       | Jan | Feb | Mär  | Apr  | Mai  | Jun  | Jul  | Aug  | Sep  | Okt  | Nov  | Dez |   |      |
| Mittl. Tagesmax. (°C) | 8,6 | 9,7 | 13,1 | 16,8 | 21,8 | 25,5 | 28,4 | 28,2 | 23,9 | 19,0 | 13,2 | 9,7 | ⌀ | 18,2 |
| Mittl. Tagesmin. (°C) | 0,6 | 0,4 | 3,1  | 6,9  | 11,0 | 14,5 | 16,5 | 16,3 | 13,0 | 9,7  | 4,7  | 1,4 | ⌀ | 8,2  |
|                       |     |     |      |      |      |      |      |      |      |      |      |     |   |      |
| Niederschlag (mm)     | 56  | 47  | 61   | 65   | 69   | 86   | 58   | 78   | 124  | 121  | 91   | 75  | Σ | 931  |
|                       |     |     |      |      |      |      |      |      |      |      |      |     |   |      |
| Regentage (d)         | 10  | 8   | 8    | 10   | 11   | 11   | 8    | 8    | 9    | 10   | 11   | 10  | Σ | 114  |

| 0,6 |

| 0,4 |

| 3,1 |

| 6,9 |

| 11,0 |

| 14,5 |

| 16,5 |

| 16,3 |

| 13,0 |

| 9,7 |

| 4,7 |

| 1,4 |

| 0,6 |

| 0,4 |

| 3,1 |

| 6,9 |

| 11,0 |

| 14,5 |

| 16,5 |

| 16,3 |

| 13,0 |

| 9,7 |

| 4,7 |

| 1,4 |